# Franz Drameh
Franz Alhusaine Drameh (* 5. leden 1993, Hackney, Londýn, Spojené království) je britský herec, který se proslavil rolí v seriálu The Flash a v jeho spin-offu Legends of Tomorrow jako Jefferson "Jax" Jackson.

## Filmografie

### Film
| Rok  | Název           | Role         | Poznámky            |
| ---- | --------------- | ------------ | ------------------- |
| 2009 | Be Good         | starší bratr | krátkometrážní film |
| 2010 | Život po životě | teenager     |                     |
| 2011 | Painkiller      | Dominic      | krátkometrážní film |
| 2011 | Útok na věžák   | Dennis       |                     |
| 2012 | My Murder       | Marcus       |                     |
| 2012 | Teď a tady      | Tommy        |                     |
| 2014 | Na hraně zítřka | Ford         |                     |
| 2015 | Legacy          | Sean         |                     |
| 2016 | 100 Streets     | Kingsley     |                     |
| 2019 | Gentlemani      | Benny        |                     |
| 2020 | Twist           | Batesey      |                     |

### Televize
| Rok        | Název               | Role                                | Poznámky                          |
| ---------- | ------------------- | ----------------------------------- | --------------------------------- |
| 2007, 2012 | Casualty            | Casey Hughes/Stevie Kingsley        | 4 díly                            |
| 2008–2009  | Parents of the Band | Granville                           | 6 díly                            |
| 2012–2013  | Some Girls          | Brandon Taylor                      | 9 dílů                            |
| 2015       | Residue             | Willy G                             | 3 díly                            |
| 2015       | River               | Bruno Marconi                       | 2 díly                            |
| 2015–2016  | The Flash           | Jefferson „Jax“ Jackson / Firestorm | 2 díly                            |
| 2016       | Vixen               | Firestorm (hlas)                    | díl: 2.1                          |
| 2016–2018  | Legends of tomorrow | Jefferson „Jax“ Jackson / Firestorm | hlavní role (1.–3. řada), 43 dílů |
| 2017       | Vixen: The Movie    | Firestorm (hlas)                    | TV film                           |
| 2017       | Supergirl           | Jefferson „Jax“ Jackson / Firestorm | díl: „Crisis on Earth-X, Part 1“  |
| 2017       | Arrow               | Jefferson „Jax“ Jackson / Firestorm | díl: „Crisis on Earth-X, Part 2“  |